# Labios mentirosos
Labios mentirosos es el título del vigesimoprimer álbum de estudio de la banda sinaloense mexicana La Arrolladora Banda El Limón de René Camacho, que fue lanzado el 20 de septiembre de 2019 por el sello Universal Music Group.

## Promoción

### Sencillos
«Cedí» es el primer sencillo del álbum lanzado el 27 de junio de 2019. Esta canción el número dos en la lista «Top 20 General» de Monitor Latino, donde se publican las canciones más escuchadas semanalmente en México.
El video fue grabado durante una semana en cuatro ciudades de Estados Unidos representativas para la comunidad latina: Nueva York, Chicago, Las Vegas y Los Ángeles.
«Mía desde siempre» es el segundo  sencillo del álbum lanzado el 16 de septiembre, el video fue grabado en las playas de Rosarito, Baja California, con un estilo único y diferente. 
«Ahora que me acuerdo» es una canción ranchera con mucho sentimiento y se desprende como su tercer sencillo del álbum lanzado el 4 de febrero de 2020, el video fue ambientado en una cantina en el estado de San Luis Potosí, se colocó rápidamente entre el gusto de la gente. 

### Sencillos promocionales
«Menea, menea» se lanzó el 19 de julio de 2019 como primer sencillo promocional.
«No debemos vernos» compuesta por Joss Favela se lanzó como segundo sencillo promocional el 9 de agosto de 2019. Esta canción fue presentada por primera en el Auditorio Telmex ante cerca de 7 mil fanes el 5 de julio de 2019 donde se grabó también el video oficial.
«Indecisión» se lanzó el 23 de agosto de 2019 como tercer sencillo promocional junto a la preventa del álbum.

## Lista de canciones
| N.º   | Título                   | Escritor(es)                                                                    | Duración |  |
| 1.    | «Cedí»                   | Víctor Vicente Pérez Coyantes                                                   | 3:13     |  |
| 2.    | «No va a ser tan fácil»  | Joss Favela                                                                     | 2:54     |  |
| 3.    | «Indecisión»             | Luis "Likki" López                                                              | 2:59     |  |
| 4.    | «Menea, menea»           | José Juan Hernández Hernández                                                   | 3:05     |  |
| 5.    | «Labios mentirosos»      | Mario de Jesús Martínez Benítez · Martin Castro Ortega · Tláloc Noriega Padilla | 2:45     |  |
| 6.    | «Mía desde siempre»      | Horacio Palencia                                                                | 3:04     |  |
| 7.    | «No quiero jugar»        | Joss Favela                                                                     | 3:00     |  |
| 8.    | «Ahora que me acuerdo»   | Víctor Vicente Pérez Coyantes                                                   | 3:31     |  |
| 9.    | «Marcharte fue tu error» | Espinoza Paz                                                                    | 3:24     |  |
| 10.   | «No te enamores de mí»   | Luciano Luna                                                                    | 3:04     |  |
| 11.   | «No debemos vernos»      | Joss Favela                                                                     | 2:54     |  |
| 12.   | «¿Por qué?»              | Josi Cuen                                                                       | 2:36     |  |
| 36:34 |                          |                                                                                 |          |  |